# Contea di Taos
La contea di Taos, in inglese Taos County, è una contea dello Stato del Nuovo Messico, negli Stati Uniti. La popolazione al censimento del 2010 era di 32 939 abitanti. Il capoluogo di contea è Taos.

## Geografia
La contea si trova nel nord dello Stato, al confine con il Colorado. Si colloca nel sud delle Montagne Rocciose. A est si estendono i monti Sangre de Cristo, con diverse cime che superano i 3000 metri, tra cui Mount Wheeler (4011 m), il punto più alto dello Stato. La parte ovest è un altopiano con qualche montagna isolata. Il Rio Grande scorre da nord a sud-ovest. Tra le aree protette, la contea ospita la foresta nazionale di Carson.
Sul territorio si trovano inoltre due riserve, Picuris Pueblo e Taos Pueblo.

### Contee confinanti
- Contea di Costilla (Colorado) - nord
- Contea di Colfax - est
- Contea di Mora - sud-est
- Contea di Rio Arriba - sud/ovest
- Contea di Conejos (Colorado) - nord-ovest

## Storia
Il Taos Pueblo è abitato fin dal 1350 Aa.C.. Gli esploratori spagnoli cominciarono ad arrivare nel 1540. I nativi si ribellarono al dominio spagnolo nel 1631, nel 1680 e nel 1695. La contea fu istituita dal Messico nel 1844 e successivamente ristabilita dal Territorio del Nuovo Messico negli Stati Uniti nel 1852. Il nome della contea deriva da quello del capoluogo, Taos, il termine usato dagli spagnoli per riferirsi ai nativi Tiwa (Pueblo).

## Comuni

### Towns
- Red River
- Taos (capoluogo)

### Villages
- Questa
- Taos Ski Valley

### Census-designated places
- Arroyo Hondo
- Arroyo Seco
- Chamisal
- Costilla
- Peñasco
- Picuris Pueblo
- Ranchos de Taos
- Rio Lucio
- San Cristobal
- Talpa
- Taos Pueblo
- Vadito

### Altre comunità
- Amalia
- Cañoncito
- Carson
- Cerro
- El Prado
- El Rito
- Las Trampas
- Llano
- Llano Quemado
- No Agua
- Ojo Caliente
- Pilar
- Tres Piedras
- Valdez